# Лазарет Анконы
Лазарет Анконы, также Мол Ванвителли (итал. Lazzaretto of Ancona; Mole Vanvitelliana) — историческое пятиугольное здание XVIII века, возведённое итальянским архитектором Луиджи Ванвителли на искусственном острове в заливе Анкона в качестве карантинной станции для портового города Анкона (Италия).

## История

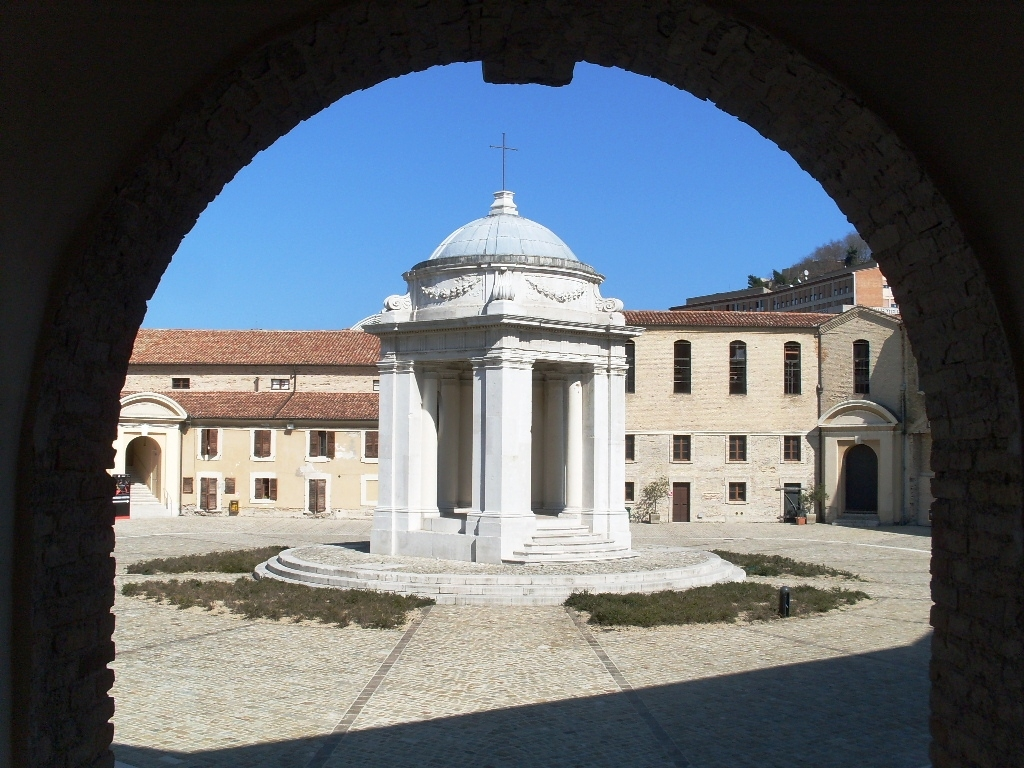
Темпьетто Святого Роха

Искусственный остров отделён от суши каналом под названием «Мандраккьо» (небольшая защищённая гавань, предназначенная для швартовки небольших лодок). Вначале остров имел единственное соединение с материком. Теперь к нему с материка ведут три моста. Здание было заказано папой Климентом XII, построено в 1733—1743 годах по проекту архитектора Луиджи Ванвителли. В центре двора расположен темпьетто (маленький храм), построенный в неоклассическом стиле и посвящённый Святому Роху, защитнику от чумы. Лазарет был построен для размещения возможно заражённых путешественников и товаров, прибывающих в порт, которые должны были оставаться там сорок дней карантина.
На протяжении многих лет это место выполняло разные функции: в 1860 году военная цитадель, затем в 1884 году сахарный завод. Во время Первой мировой войны была предпринята неудачная попытка саботажа итальянских военно-морских ресурсов 60 проникшими габсбургскими моряками. Сейчас сооружение используется в качестве музея Tattile Omero, а также как место для проведения различных выставок.
Неясно, почему для здания была выбрана пятиугольная форма. Однако рационалистический и геометрический план был характерен для многих произведений архитектуры поздней эпохи Просвещения.